# 월간조선
《월간조선》(月刊朝鮮)은 이낙선이 운영하던 월간지인 '세대'를 1980년 4월 1일에 조선일보사가 인수하여 제호를 바꿔 발행하는 대한민국의 보수 성향 월간지이다. 조갑제가 1991년부터 2004년까지 장기간 편집장으로 재임했다가 2005년 대표이사직 사임과 함께 김연광에게 편집장직을 물려주고 명예기자로 2선퇴진했다.
2001년 1월 조선일보에서 분리독립하여 '월간조선사'로 독립하였으며 초대 대표이사는 조갑제가 편집장을 겸임하여 맡았었다. 본사는 서울 태평로 조선일보사 건물에 있다. 참고로 잡지는 2001년 1월호까지는 조선일보사 명의로 발행되었으나 2001년 2월호부터 월간조선사 명의로 발행되고 있었다가 2010년에 월간조선사가 조선뉴스프레스로 이름을 바꿨다. 1999년 4월 창간 19주년 기념호를 계기로 그동안 유지해 왔던 세로쓰기 체제를 가로쓰기로 체제로 바꾸었다.
월간조선은 황장엽 단독 인터뷰, 테러집단 IS 인터뷰, 박근혜 탄핵과 관련하여 검찰의 피의자 신문조서 전문 단독입수 등의 기사를 보도한 바 있다.
현재 대표이사는 이동한, 편집장은 김성동이다.

## 역사
- 1980년 1월 8일 조선일보사 출판국 월간부 신설
- 1980년 1월 15일 정식 등록
- 1980년 3월 15일 이낙선이 운영하는 월간지 세대를 인수하여 4월호부터 제호를 월간조선으로 바꿔 발행
- 1991년 2월 6일 조갑제 편집장 취임
- 1996년 9월 16일 조갑제 편집장 해외연수를 위해 편집장 사임[1]
- 1998년 6월 22일 조갑제 편집장 복귀
- 2000년 내 무덤에 침을 뱉어라 연재(조선일보에서 이동 연재)
- 2001년 1월 조선일보사에서 분리독립, 독립법인 주식회사 월간조선 출범
- 2005년 4월 김연광 편집장 취임
- 2008년 5월 김용삼 편집장 취임
- 2010년 1월 최병묵 편집장 취임
- 2010년 1월 사명을 조선뉴스프레스로 변경, 주간조선을 자매지로 편입
- 2016년 4월 문갑식 편집장 취임
- 2018년 3월 김성동 편집장 취임

## 특징
조선일보에서 발행하는 월간 시사지이며 정치, 사회에 관한 기사를 게재하고 있다. 1998년 김대중 정부에 들어서는 조갑제 편집장의 보수적인 성향에 따라 정부 비판에 대한 색채가 짙었으며 특히 조선민주주의인민공화국 및 김정일을 비판하는 논조를 자주 실었다.
이후 노무현 정부 때에도 비판적인 논조를 실었다가 이명박 정부 들어서 보수화가 되어가면서 정부 비판에 관한 논조가 줄어들기도 하였다. 2012년 김정은 체제가 들어서면서는 김정은 정권에 대한 비판적인 논조를 실었다.
권두 부분에 편집장의 편지라는 논평 코너를 통해서 편집장의 기고가 연재되고 있다.

## 참고 문헌
- 월간조선 2001년 2월호 편집장의 편지
- 조갑제 편집장의 편지 - 이제 대한민국의 반격이 시작된다 / 조갑제 著 /月刊朝鮮社

## 같이 보기
- 조선일보
- 주간조선(같은 발행사가 발행하는 주간지)
- 조갑제
- 여성조선
- 조선뉴스프레스

## 관련인물
- 방상훈
- 조갑제
- 선우휘
- 구로다 가쓰히로